# McCamey
La ville américaine de McCamey est située dans le comté d'Upton, dans l’État du Texas. Sa population s’élevait à 1 887 habitants lors du recensement de 2010.

## Source
- (en) Cet article est partiellement ou en totalité issu de l’article de Wikipédia en anglais intitulé « McCamey, Texas » (voir la liste des auteurs).